# Кляйнандельфінген
Кляйнандельфінген (нім. Kleinandelfingen) — громада  в Швейцарії в кантоні Цюрих, округ Андельфінген.

## Географія
Громада розташована на відстані близько 120 км на північний схід від Берна, 28 км на північний схід від Цюриха.
Кляйнандельфінген має площу 10,3 км², з яких на 13,2% дозволяється будівництво (житлове та будівництво доріг), 50,2% використовуються в сільськогосподарських цілях, 32,8% зайнято лісами, 3,8% не є продуктивними (річки, льодовики або гори).

## Демографія
2019 року в громаді мешкало 2074 особи (-0,5% порівняно з 2010 роком), іноземців було 12,2%. Густота населення становила 202 осіб/км².
За віковим діапазоном населення розподілялося таким чином: 21,6% — особи молодші 20 років, 60,2% — особи у віці 20—64 років, 18,3% — особи у віці 65 років та старші. Було 882 помешкань (у середньому 2,3 особи в помешканні).
Із загальної кількості 1083 працюючих 57 було зайнятих в первинному секторі, 479 — в обробній промисловості, 547 — в галузі послуг.